# 涌谷町
涌谷町（わくやちょう）は、宮城県北東部の遠田郡に位置し、大崎地方に属する町。涌谷町は近隣町の南郷町・小牛田町と2005年（平成17年）4月1日合併予定であったが合併協議会から離脱し単独立町となった。町の周囲は登米市、石巻市、大崎市、美里町と隣接している。
天平21年（749年）に日本で初めて金が産出し、聖武天皇に献上され、東大寺盧舎那仏像（奈良東大寺大仏）に当てられたことで知られる（国史跡「黄金山産金遺跡」に指定）。

## 地理
町のほぼ中央に箟岳山（ののだけ山）があり、周囲は川沿いの平野である。
- 山：箟岳山
- 河川：江合川、迫川、旧迫川、旧北上川、出来川
- 湖沼：相野沼、猿手堤

### 人口
| |                                        |  |
| 涌谷町と全国の年齢別人口分布（2005年） | 涌谷町の年齢・男女別人口分布（2005年） |  |
| ■紫色 ― 涌谷町 ■緑色 ― 日本全国 | ■青色 ― 男性 ■赤色 ― 女性              |  |
| 涌谷町（に相当する地域）の人口の推移 \| 1970年（昭和45年） \| 20,935人 \| \| \| 1975年（昭和50年） \| 20,958人 \| \| \| 1980年（昭和55年） \| 21,319人 \| \| \| 1985年（昭和60年） \| 21,362人 \| \| \| 1990年（平成2年） \| 20,871人 \| \| \| 1995年（平成7年） \| 20,170人 \| \| \| 2000年（平成12年） \| 19,313人 \| \| \| 2005年（平成17年） \| 18,410人 \| \| \| 2010年（平成22年） \| 17,494人 \| \| \| 2015年（平成27年） \| 16,701人 \| \| \| 2020年（令和2年） \| 15,388人 \| \| |                                        |  |
| 総務省統計局 国勢調査より |                                        |  |
| 1970年（昭和45年） | 20,935人                               |  |
| 1975年（昭和50年） | 20,958人                               |  |
| 1980年（昭和55年） | 21,319人                               |  |
| 1985年（昭和60年） | 21,362人                               |  |
| 1990年（平成2年） | 20,871人                               |  |
| 1995年（平成7年） | 20,170人                               |  |
| 2000年（平成12年） | 19,313人                               |  |
| 2005年（平成17年） | 18,410人                               |  |
| 2010年（平成22年） | 17,494人                               |  |
| 2015年（平成27年） | 16,701人                               |  |
| 2020年（令和2年） | 15,388人                               |  |

## 歴史
- 古代には小田郡に属したが中世になると遠田郡所属となる。[2]
- 天平21年（749年） - 日本で初めて金が採れる。東大寺盧舎那仏像の建立にあたり金900両（13kg）を献上する[1]。
- 天正19年（1591年） - 亘理重宗が涌谷城主となる。以後幕末に至るまで亘理氏（涌谷伊達氏）が涌谷を治める。
- 1889年（明治22年）4月1日 - 町村制施行にともない、遠田郡において馬場谷地村が単独で町制施行し涌谷町が、涌谷村・小塚村・上郡村・下郡村の計4か村が合併して元涌谷村が、箟岳村・吉住村・猪岡短台村・太田村・小里村・成沢村の6か村が合併し箆岳村が発足。
- 1948年（昭和23年）12月1日 - 涌谷町が元涌谷村と合併し、新制の涌谷町となる（第一次合併）。
- 1955年（昭和30年）7月15日 - 箆岳村と合併し、新制の涌谷町となる（第二次合併、現行の涌谷町となる）。
- 2011年（平成23年）3月11日 - 東日本大震災、死者・行方不明11名（町域内での死亡は1名）。
- 2019年（平成31年）
  - 1月30日 - 人口減少の影響による自主財源の減少や社会保障費、病院事業等への繰出しが増加していることから財政健全化対策を講じなければ、将来、財政再生団体になる可能性があり、『財政非常事態宣言』を発令した[3]。
  - 4月4日 - 大橋信夫町長が死亡。自殺の可能性[4]。

## 行政
- 歴代町長

昭和の合併以前
| 代      | 氏名         | 就任                       | 退任                       | 備考 |
| ------- | ------------ | -------------------------- | -------------------------- | ---- |
| 1       | 木村雄人     | 1889年（明治22年）5月      | 1890年（明治23年）10月15日 |      |
| 2       | 松浦保治     | 1890年（明治23年）10月24日 | 1894年（明治27年）1月14日  |      |
| 3       | 菊池浩       | 1894年（明治27年）1月15日  | 1898年（明治31年）1月14日  |      |
| 4       | 入間田寅二郎 | 1898年（明治31年）1月15日  | 1900年（明治33年）3月19日  |      |
| 5       | 黒沢藤三郎   | 1900年（明治33年）4月19日  | 1902年（明治35年）6月30日  |      |
| 6       | 佐藤令史     | 1902年（明治35年）7月      | 1902年（明治35年）7月21日  |      |
| 7       | 千石五郎     | 1902年（明治35年）7月21日  | 1902年（明治35年）8月23日  |      |
| 8 - 10  | 佐藤令史     | 1902年（明治35年）8月23日  | 1914年（大正3年）4月17日   | 再任 |
| 11 - 14 | 坂本敬一郎   | 1914年（大正3年）11月9日   | 1930年（昭和5年）11月15日  |      |
| 15 - 16 | 武田文治郎   | 1930年（昭和5年）12月2日   | 1938年（昭和13年）12月10日 |      |
| 17      | 渋谷福四郎   | 1939年（昭和14年）1月31日  | 1943年（昭和18年）1月30日  |      |
| 18      | 佐々木哲郎   | 1943年（昭和18年）2月26日  | 1946年（昭和21年）11月22日 |      |
| 19      | 只野武躬     | 1947年（昭和22年）4月16日  | 1948年（昭和23年）5月11日  |      |

第一次合併（元涌谷村との合併）以後
| 代 | 氏名   | 就任                      | 退任                      | 備考 |
| -- | ------ | ------------------------- | ------------------------- | ---- |
| 1  | 斎藤望 | 1949年（昭和24年）1月30日 | 1955年（昭和30年）7月14日 |      |

第二次合併（箆岳村との合併）以後
| 代 | 氏名     | 就任                  | 退任               | 備考       |
| -- | -------- | --------------------- | ------------------ | ---------- |
| 1  | 斎藤望   | 1955年（昭和30年）    | 1967年（昭和42年） |            |
| 2  | 大平徳弘 | 1967年（昭和42年）8月 | 1983年（昭和58年） |            |
| 3  | 本間八郎 | 1983年（昭和58年）8月 | 1995年（平成7年）  |            |
| 4  | 大橋荘冶 | 1995年（平成7年）8月  | 2011年（平成23年） |            |
| 5  | 安部周治 | 2011年（平成23年）    | 2015年（平成27年） |            |
| 6  | 大橋信夫 | 2015年（平成27年）    | 2019年（平成31年） | 在職中死去 |
| 7  | 遠藤釈雄 | 2019年（令和元年）    |                    | 現職       |

- 消防行政：大崎広域行政事務組合
- ほとんどの県域行政は大崎市にある宮城県大崎合同庁舎内の各出先機関が担当

## 経済

### 産業
農業は金のいぶきなど稲作主体であるが、第2種兼業農家が多数を占める。近年ほうれん草・小ネギの栽培が盛んで国の指定産地。
製造業はアルプスアルパイン株式会社の工場がある。
- 2005年（平成17年）11月イオンのイオンスーパーセンター涌谷店が開店した。

2021年から涌谷園芸ファームにて独自品種「黄金レモン」も栽培。

### 郵便局
- 涌谷郵便局
- 小里郵便局

## 自治体交流

### 国内
- 東大寺サミット
  - 宮城県遠田郡涌谷町
  - 愛知県渥美郡渥美町（現・田原市）
  - 福井県小浜市
  - 三重県阿山郡大山田村（現・伊賀市）
  - 三重県名張市
  - 滋賀県甲賀郡信楽町（現・甲賀市）
  - 奈良県奈良市
  - 大阪府南河内郡美原町（現・堺市美原区）
  - 兵庫県小野市
  - 山口県佐波郡徳地町（現・山口市）
  - 山口県防府市
  - 山口県美祢郡美東町（現・美祢市）
  - 山口県吉敷郡小郡町（現・山口市）
  - 福岡県太宰府市
  - 大分県宇佐市

## 教育

### 高等学校
- 宮城県涌谷高等学校

### 中学校
- 涌谷町立涌谷中学校 - 涌谷中学校と箟岳中学校が統合し、2015年4月に開校した。

### 小学校
- 涌谷町立涌谷第一小学校
- 涌谷町立月将館小学校 - 涌谷第二小学校と涌谷第三小学校が統合し、2011年4月に開校した。
- 涌谷町立箟岳白山小学校 - 箟岳小学校と小里小学校が統合し、2016年4月に開校した。

## 交通

### 鉄道

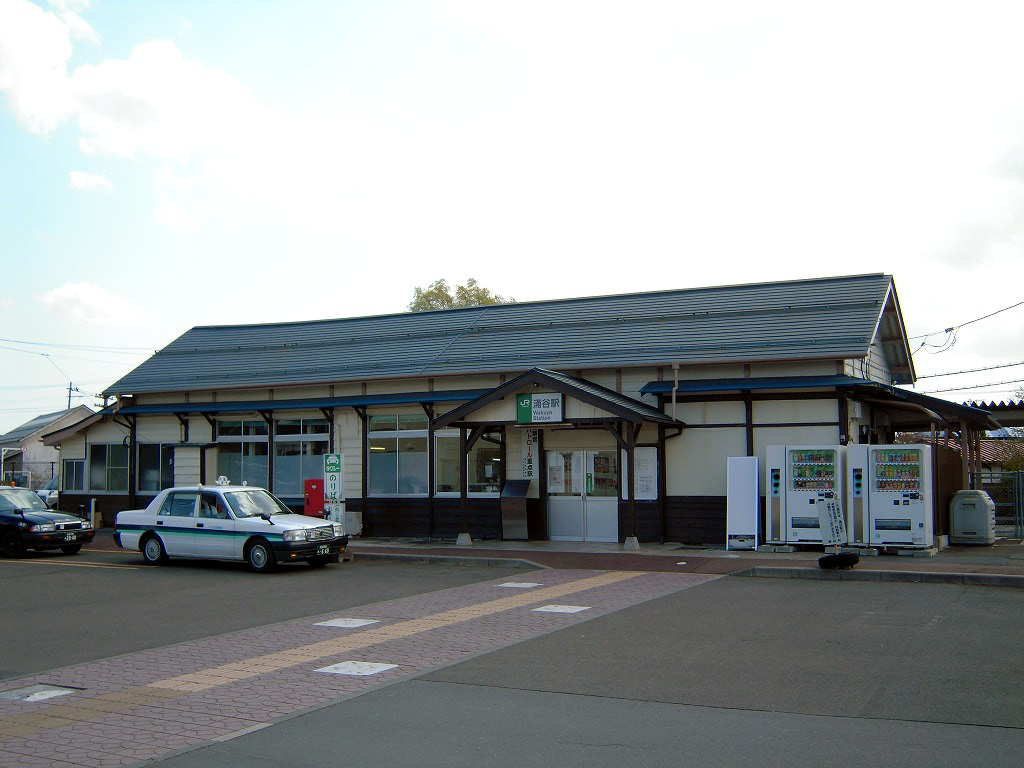
涌谷駅

- 東日本旅客鉄道（JR東日本）
  - 石巻線：上涌谷駅 - 涌谷駅
  - 気仙沼線：のの岳駅

### バス
- 涌谷町民バス - 町が運行するコミュニティバス

### 道路
- 一般国道
  - 国道108号(涌谷バイパス)、国道346号
- 都道府県道
  - 町内を走る県道：宮城県道29号河南築館線、宮城県道61号涌谷津山線、宮城県道152号涌谷三本木線、宮城県道155号涌谷停車場線、宮城県道173号涌谷田尻線

## 観光

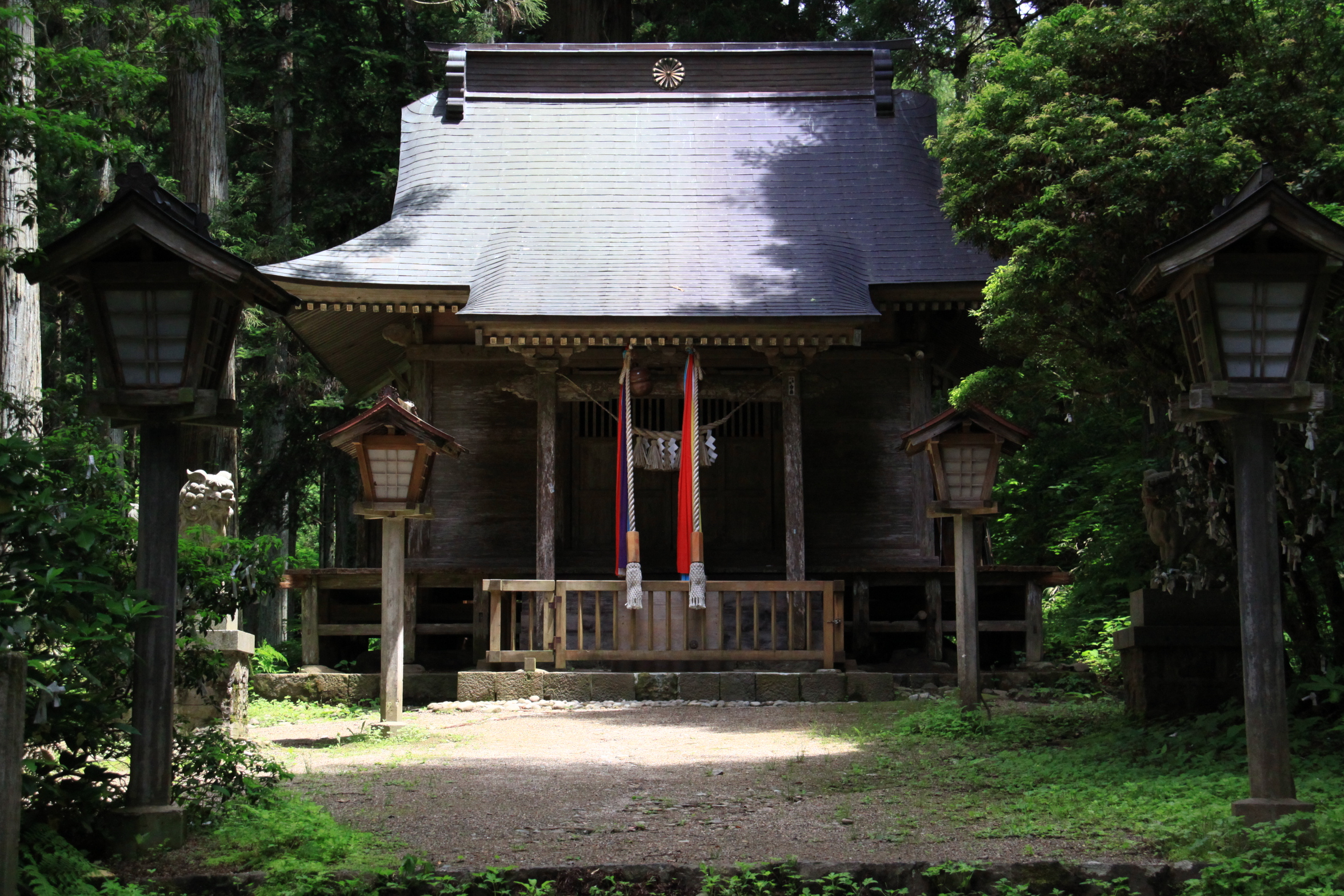
黄金山神社

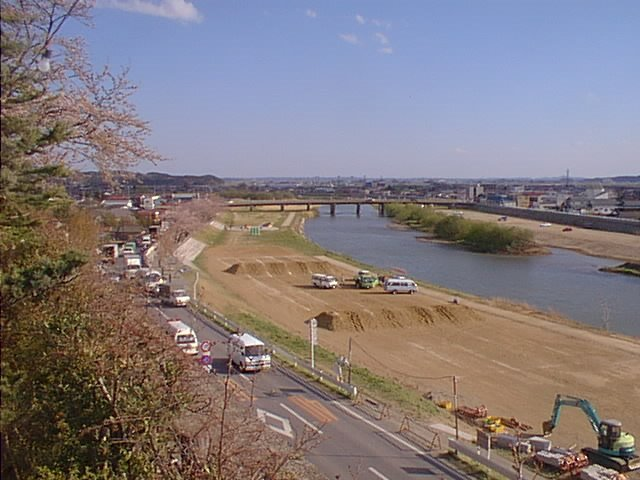
涌谷町、輓馬大会の準備

### 名所・旧跡
- 黄金山神社 ※黄金山産金遺跡（国の史跡）
  - 天平ろまん館
- 涌谷城跡（城山公園）
- 箟岳
  - 箟峯寺（箟岳観音）奥州三観音の一、坂上田村麻呂建立と伝えられる。
- わくや天平の湯

### 祭礼
- 箟岳白山祭（やぶさめ）
- 涌谷神社例大祭
- 古式獅子舞（涌谷神社）
- 採燈護摩供（箟岳山）
- かっぱ祭り
- 黄金山神社例大祭
- 実相坊つるし雛祭

### イベント
- 朝市
- わくや桜まつり
- 東北輓馬競技大会
- わくやほたるまつり
- わくや夏祭り（花火大会）
- 奥州涌谷金俳句全国大会
- 秋の山唄全国大会

## 著名な出身者
- 菅原傳（元衆議院議員）
- 十文字信介（元衆議院議員）
- 高橋清（元神奈川県川崎市長）
- 伊藤康志（宮城県大崎市長、元宮城県議会議長）
- 十文字大元（実業家）
- 扇谷正造（評論家）
- 柳多元治郎（剣道家）
- 駒ヶ嶽國力（力士、元大関）
- 伊達ノ花静（力士、元前頭）
- 伊達錦一成（力士、元十両）
- 入間田宣夫（歴史学者）
- 佐藤長（歴史学者）
- 上山草人（俳優）
- 若松孝二（映画監督）
- 大和優雅（映画監督）
- 安藤矩子（1963年のミス・ユニバース日本代表）
- 隼見果奈（作家、第28回太宰治賞）
- 安野希世乃（声優）
- 山上哲也（ボクサー）